# Ernst Ahl
Christoph Gustav Ernst Ahl (Berlijn, 1 september 1898 — Joegoslavië, 14 februari 1945) was een Duits zoöloog.
Van 1921 tot 1941 werkte Ahl voor de Humboldtuniversiteit, waar hij in 1921 was gepromoveerd. Aldaar werd hij directeur van de afdeling van ichtyologie en herpetologie in het Museum für Naturkunde. Ahl was ook de hoofdredacteur van het tijdschrift  Das Aquarium 1927-1934.
Daarnaast was Ahl actief lid van de NSDAP en in 1939 werd hij lid van de Wehrmacht. Hij diende onder andere in Polen waar hij gewond raakte. Na zijn revalidatie diende hij nog in Noord-Afrika en vervolgens in Joegoslavië. Aldaar overleed Ahl.